# Cornelis Immig
Cornelis Immig (Rotterdam, 29 augustus 1867 – aldaar, 9 juli 1924) was een Nederlands organist, componist en graficus.
Hij was zoon van drukker Cornelis Immig en Maria Scheffer. Hij was getrouwd met Cornelia Heijmans. Hij werd begraven op Algemene Begraafplaats Crooswijk.
Zijn leven begon in de drukkerswereld, maar ging al snel over in muziek. Hij kreeg lessen op piano, orgel en in harmonieleer van Johannes Barend Litzau en kreeg na drie jaar het diploma Nederlandse Toonkunstenaars Vereniging. Op 8 augustus 1890 trad hij aan als organist van de Lutherse Kerk in zijn geboorteplaats en volgde een verdere studie bij Ferdinand Blumentritt. Hij werd gevraagd om organist te worden in Sint-Petersburg, maar sloeg dat af. Als organist organiseerde hij orgelconcerten in Rotterdam en omstreken.  Al op vrij jonge leeftijd trok hij zich rond 1900 terug uit het muziekleven. Hij volgde zijn vader Cornelis Immig sr. op als directeur van de Koninklijke Boek- en Steendrukkerij  Immig & Zoon.  Het blad Het Orgel werd vanaf 1887 tot 1901 uitgegeven door deze drukkerij. Hij bleef wel beschikbaar als invaller bij orgelconcerten of concert van het Rotterdams Gemengd Koor van G. Rijksen.
Immig schreef een dertigtal muziekwerken, die in de eeuw na zijn dood alle vergeten zijn. De volgende werken zijn terug te vinden in Harmonium, een verzameling van harmoniummuziek, dat mede onder zijn redactie stond: Mijn vaderland (opus 6, voor mannenkoor), Twee andantino’s (opus 7, voor orgel of harmonium), Parafrase over het oude Wilhelmus (opus 13, voor orgel of harmonium, opgedragen aan F. Blumentritt), Geloofsvertrouwen (opus 14, lied met orgel- of pianobegeleiding), Andante religioso (opus 15, voor viool met orgel of piano), Zestien gemakkelijke voorspelen (opus 19), Drie melodiöse Tonstücke für Orgel oder Harmonium (opus 27), Fantasie in variatievorm over Veel jaren leev’ de koningin (opus 28, voor orgel, harmonium of piano).
Samen met Simon Brons schreef hij de Nederlandse bewerking De geschiedenis der muziek, naar het Musikgeschicht van Bernard Kothes (H.A.M. Roelants, 1899). De stadsbibliotheek Haarlem is in het bezit van een Collectie Immig; een verzameling bestaande uit circa 1200 afbeeldingen van orgels in binnen- en buitenland. Voorts was hij financier van het concertorgel in het Stadhuis van Rotterdam.
- Biografisch Portaal: 15822971
- Nederlandse Thesaurus van Auteursnamen: 100817785
- RKD-Nederlands Instituut voor Kunstgeschiedenis: 223898
- Virtual International Authority File: 290474442
- WorldCat: E39PBJxMdQkGTPKDd3D6769dQq